# Nyctalopie
Cet article concerne la vision nocturne. Pour la cécité nocturne, voir héméralopie. Pour le personnage de fiction, voir Nyctalope (personnage).
La nyctalopie est la faculté de voir dans la pénombre (vision crépusculaire ou nocturne), ou l'incapacité à bien voir dans un éclairage diurne, ayant pour conséquence de mieux voir dans la pénombre.
Un nyctalope, dans la pénombre, ne perçoit pas les couleurs mais seulement la forme des objets par différence de luminosité.

## Sémantique et étymologie
En grec, les mots νυκτάλωψ, νυκταλωπία, comme leurs transcriptions latines nyctalops, nyctalopia, se réfèrent à une « maladie des yeux qui fait qu'on ne voit que dans la nuit » (Bailly p. 1335), nyctalops, opis étant traduit par Gaffiot (p. 1049) « qui ne voit que dans la nuit ». Littré reprend l'explication de Galien qui donne le sens contraire « Les Grecs disent que ce mot est formé de nuktos nuit, d’alaos aveugle et d’ops la vue » (cécité nocturne, celui qui ne voit pas la nuit),.

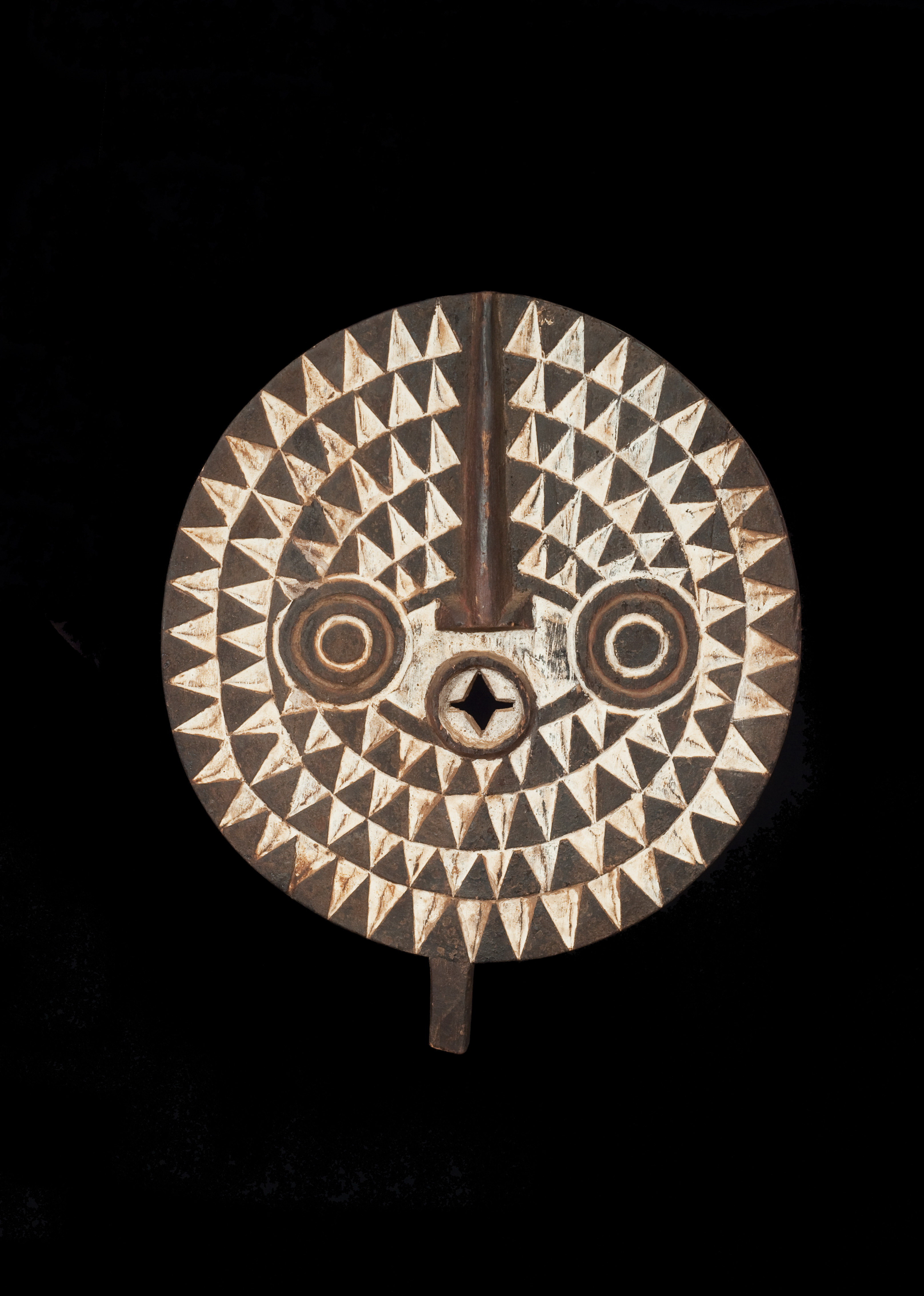
Masque de la chouette ou du soleil, d'Afrique de l'Ouest, photographié au Burkina Faso.

Une autre étymologie possible associe νύξ, « nuit », et ἀλώπηξ, « renard » (Dictionnaire de Trévoux) d'après un commentaire de Palladios (début Ve siècle) selon qui le renard voit mieux la nuit que le jour. Selon Danielle Gourevitch, ce rapprochement serait amusant mais pas sérieux.
En termes de grammaire moderne, le mot se composerait de trois éléments : le premier est le radical du nom νύξ, νυκτός « nuit » et le troisième relève de la racine indo-européenne *okw qui indique l'idée de voir. Selon Gourevitch, c'est l'élément central qui pose un problème, les interprétations étant dictées par le sens supposé d'avance au mot nyctalope.
Si l'on veut que le nyctalope ne voie pas la nuit, al- est une transformation de an- lui-même de l'alpha privatif du grec ancien. Si l'on veut que le nyctalope voie la nuit, alors l'élément central disparait, l'alpha de νυκτά serait une marque d'accusatif et l'insertion d'un λ non étymologique.
Selon Gourevitch « Il faut donc se résigner à imaginer avec précaution ; le sens premier du mot serait : nyctalope, qui a une particularité de la vision nocturne, en bien ou en mal », d'où la coexistence des deux sens tout au long de l'Antiquité .
En anglais, nyctalopia a le sens négatif désignant l’incapacité, c’est-à-dire la « cécité nocturne », pour laquelle le français utilise l'antonyme « héméralopie ». Ce serait au IIe siècle que le sens latin de ces deux mots se serait inversé pour donner le sens français, bien que le grec ancien νυκτάλωψ (nuktálōps) ait pu être utilisé dans les deux sens déjà auparavant. La répartition moderne de sens de nyctalopie / héméralopie en français date de l'édition de 1756 de l'Encyclopédie.
Du point de vue historique, c'est le sens négatif (anglais) qui est le plus courant chez les médecins antiques, alors que le sens positif (français) est surtout présent dans les textes non-médicaux.
En français moderne, cette distinction se retrouve dans la nuance de sens entre nyctalopie et nyctalope. La nyctalopie appartient au vocabulaire médical : c'est l'accroissement relatif de la vision en faible lumière, par défaut de la vision en plein jour (contexte technique de trouble visuel). Le nyctalope appartient au langage courant : c'est celui qui possède le pouvoir de bien voir la nuit, comme le chat ou la chouette (contexte de légendes et de magie).

## Histoire
La nyctalopie intrigue depuis l'Antiquité, en étant parfois confondue avec l'héméralopie. Du point de vue moderne, l'héméralopie est une maladie de carence, due essentiellement au manque de vitamine A. Dès l'antiquité, l'ingestion de foie cru (de chèvre ou de bouc) est réputée soigner la nyctalopie/héméralopie. Aussi quand un auteur ancien mentionne ce traitement comme moyen de guérison de nyctalopie, les historiens en déduisent qu'il s'agit en fait de l'héméralopie.
Au début du XIXe siècle, des médecins en ont fait une manifestation associée au scorbut « Elle était en partie produite par les mêmes causes que le scorbut, et la dilatation forcée des pupilles, nécessitée par la surveillance de la nuit sur les remparts. » Du point de vue moderne, le scorbut (carence en vitamine C) peut s'associer à une cataracte, ou à une carence associée en vitamine A, susceptible de provoquer une héméralopie, mais pas à une nyctalopie au sens moderne.

## Causes et mécanismes

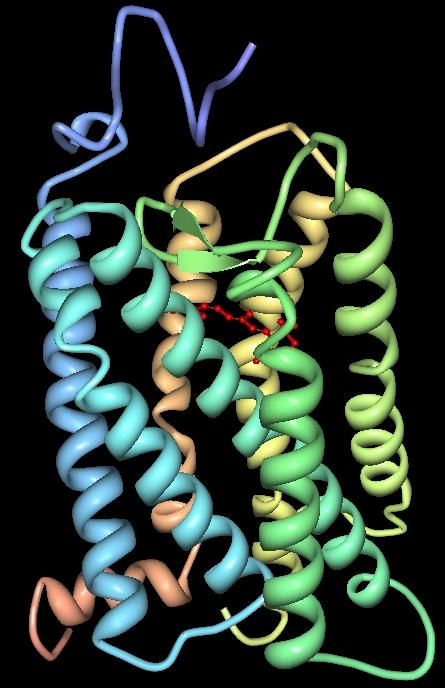
Modèle en 3D d'une molécule de rhodopsine, pigment très sensible aux variations de lumière.

### Nyctalopie (vision nocturne)
La vision utilise la lumière afin de percevoir le monde : la rétine de l’œil est tapissé de capteurs de photons : les cellules photoréceptrices appelées cônes et bâtonnets.
- Les cônes fonctionnent en ambiance éclairée. Ils permettent la perception des couleurs sur une plage de longueur d'onde donnée, ainsi que l'acuité visuelle. il faut en cumuler différents types (réagissant à différentes longueurs d'onde) pour diversifier les couleurs. Chaque cône est relié à deux neurones de transmission successifs.
- Les bâtonnets quant à eux sont très sensibles, plus réactifs que les cônes, ils sont capables de répondre à de faibles intensités lumineuses. Contrairement aux cônes, plusieurs bâtonnets convergent vers une seule chaîne de transmission : une cellule bipolaire (premier neurone de transmission) puis ganglionnaire (second neurone de transmission). Ce dispositif permet d'amplifier le message lumineux (aux dépens de sa précision).

Les photorécepteurs contiennent un photopigment, la rhodopsine. L'absorption de photons modifie la structure de la rhodopsine. Des réactions complexes en chaîne, indépendantes de la lumière, transforment un signal biochimique en influx nerveux. Lors d'un passage de la lumière à l'obscurité, les bâtonnets (inactivés en pleine lumière) doivent se recharger en rhodopsine (régénérée en forme active) pour être sensible aux basses lumières. Cela explique un temps d'adaptation nécessaire, par exemple lorsqu'on entre dans la salle obscure d'un cinéma.
Le nombre et la répartition topographique sur la rétine des cônes et des bâtonnets diffèrent. Chez l'homme, les cônes sont 7 millions et les bâtonnets de 110 à 130 millions. Le centre de la rétine (fovea) ne contient que des cônes (150 000 par mm2 ) puis, au fur et à mesure que l'on s'approche de la périphérie, les bâtonnets deviennent de plus en plus nombreux. À 0,3 mm du centre, cônes et bâtonnets sont en nombre égal, vers la périphérie le nombre de bâtonnets prédomine largement. Ceci explique que la perception des détails en ambiance éclairée se fasse au mieux par vision du centre de l'œil (vision centrale), alors que la meilleure vision nocturne est celle du coin de l'œil (vision périphérique).

#### Dans le monde animal

##### Spectre visible
Les deux types de photorécepteurs (vision et formation des images d'une part, et détection de la lumière jour/nuit — rythme circadien — d'autre part) sont apparus simultanément pour assurer ces deux fonctions, comme le montre l'exemple du ver annélide primitif Platynereis dumerilii. Les premiers mammifères devaient mener une vie nocturne et leur rétine devait ne contenir que des bâtonnets, comme l'écureuil volant nocturne Glaucomys volans.

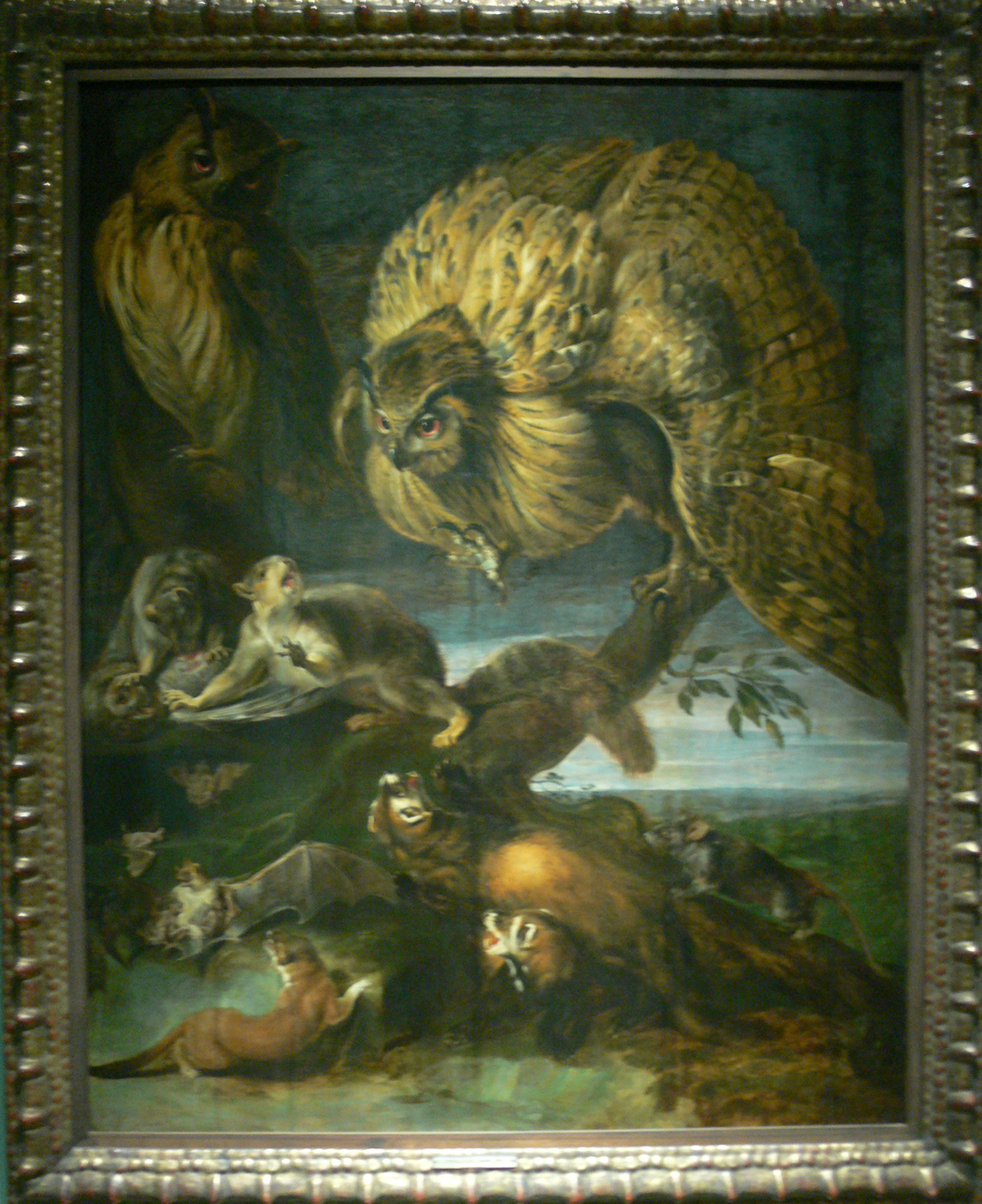
Les animaux de la nuit, par Frans Snyders (1579-1657).

Si tous les vertébrés ont une rétine à structure et fonctionnement similaire, celle des mammifères est riche en vaisseaux sanguins, alors que celles des reptiles et des oiseaux en sont dépourvues. La rétine des oiseaux dispose donc de plus d'espace pour les photorécepteurs (5 fois plus par mm2 que l'œil humain, chez le faucon). Les oiseaux en général, et les oiseaux nocturnes en particulier, sont ceux qui ont les yeux les plus grands par rapport à la taille du corps.
Beaucoup d'animaux sont nyctalopes en possédant un nombre plus élevé de bâtonnets, ils voient donc mieux en faible ou très faible lumière. En revanche, ils auront probablement moins de cônes et percevront donc moins bien les couleurs. Des prédateurs nocturnes, comme les chouettes, ont une fovea latérale permettant de saisir les détails dans des conditions d'obscurité. D'autres, comme les chiens et les chats, ont des structures cellulaires rétiniennes servant de réflecteur (tapetum lucidum) qui augmente la vision nocturne (vision de loin) mais en donnant une image trouble. C'est ce qui fait briller l'œil des félins dans la nuit lorsqu'ils regardent une lumière éloignée.

##### Ultraviolet et infrarouge
La plupart des organismes perçoivent la lumière dans le spectre d'ondes entre 400 et 700 nanomètres, correspondant au spectre visible (lumière solaire). Cependant, certaines espèces ont élargi leur spectre et détectent les UV inférieurs à 400 nm, jusqu'à près de 310 nm. Ils disposent de cônes à UV : c'est le cas de la plupart des arthropodes et insectes, et certaines espèces de poissons (saumon), de reptiles (gecko nocturne), d'oiseaux (pigeon biset, faucon), de mammifères (marsupiaux, chauves-souris, rongeurs).
La vision UV permet une meilleure vision à la nuit tombante, et aussi de détecter les urines et fèces (marquages de territoire visibles en lumière UV). Elle sert aux espèces migratrices pour apprécier la position du soleil malgré un plafond nuageux.
En revanche, la perception des infrarouges ne fait pas exactement partie de la vision (photo-réception). Chez les serpents, il s'agit de fossettes à thermorécepteurs très sensibles, situées en avant des yeux (vipères) ou le long des mâchoires (pythons) à partir desquels le cerveau du serpent peut construire une image visuelle (de jour ou de nuit). Une souris dont la température est supérieure de 10 °C à celle de l'environnement est détectée à une distance de 50 cm. Cette perception permet aussi aux serpents (qui sont des ectothermes) de choisir l'habitat qui leur convient.

### Nyctalopie (maladie)
La nyctalopie, au sens médical moderne, est une perte de vision diurne (jusqu'à la cécité) qui s'accompagne d'une amélioration nocturne (meilleure vision relative dès que la luminosité baisse). Les causes principales sont :
- névrite optique par intoxication (tabac, alcool...) ou par atteinte neurologique (sclérose en plaques, neurosyphilis...).
- cause génétique, comme l'albinisme.
- cause accidentelle, comme la lumière réfléchie excessive : cécité des neiges en haute-altitude ou milieu polaire, celle des sables en milieu désertique.

## Nyctalopie dans la fiction
- Le Nyctalope, héros d'une série de romans publiés entre 1911 et 1955 créée par Jean de la Hire.
- Bob Morane, héros créé en 1953 par Henri Vernes.
- Le personnage de fiction Richard B. Riddick a cette particularité.
- Dans le jeu de rôle Donjons et Dragons, « l'infravision » est la faculté d'une créature à voir dans le noir. Elle permet à la créature de discerner les formes en détectant les rayons infrarouges, tout comme s'il on utilisait des lunettes de vision nocturne. Si l'infravision permet de voir dans la nuit la plus totale, elle ne fonctionne pas dans l'obscurité créée via la magie. Cette compétence appartient généralement aux créatures vivant sous terre (drows, flagelleurs mentaux, nains…). Une capacité plus commune est connue sous le nom d'infravision mineure et ne fournit à la créature que les nuances de gris de ce qui l'entoure.
- Dans le deuxième épisode de la première saison de la saga Le Donjon de Naheulbeuk, l'elfe se prétend nyctalope.